# Vocalització tiberienca

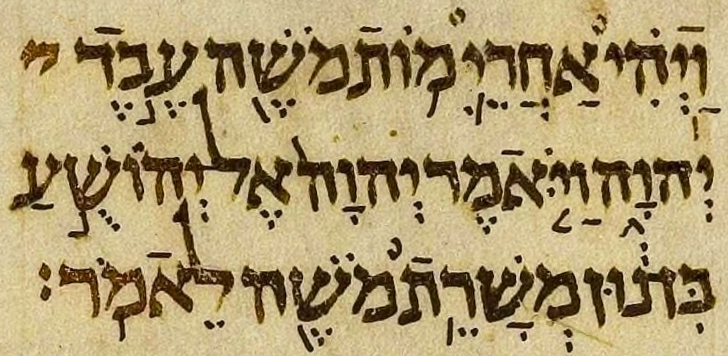
Primer pla De Aleppo Còdex, Joshua 1:1

La vocalització tiberienca, puntuació tiberienca o niqqud tiberienc (en hebreu: נִיקוּד טְבֵרִיָנִי) és un sistema de diacrítics (niqqud) que fou designat pels masoretes de Tiberíades per afegir al text consonàntic de la Bíblia hebrea uns signes per produir el text masorètic. Aquest sistema aviat fou utilitzat també per a vocalitzar altres textos hebreus.
La vocalització tiberienca marca les vocals, accents, i fa distincions de qualitat de consonant i longitud, i també serveix de puntuació.

## Consonants diacrítics
El punt de xin distingeix entre els dos valors de ש. Un dagueix indica que una consonant és geminada o inaspirada, mentre un rafe indica lenició. El mappiq indica que ה es pronuncia al final del mot.

## Vocals diacrítics
Les set qualitats de l'hebreu tiberienc són les següents:
| niqqud Amb א | אַ     | אֶ     | אֵ     | אִ     | אָ      | אֹ     | אֻ      | אוּ     |
| Nom          | patah | segol | tsere | hiriq | qamatz | holam | qubutz | shuruq |
| Valor        | /a/   | /ɛ/   | /e/   | /i/   | /ɔ/    | /o/   | /u/    | /u/    |

Els diacrítics qubutz i shuruq poden representar /u/, però el shuruq és utilitzat quan el text utilitza ortografia plena (amb waw com a mater lectionis). Cadascú d'aquests fonemes de vocal podria produir un al·lòfon que hages patit un allargament; ocasionalment aquesta longitud és marcada amb metheg. (En aquesta funció metheg també indirectament pot indicar quan la següent shva és vocal.)
Les vocals curtes són lleugerament més complicades. Hi havia dos grafemes corresponents a la vocal //ă//, testimoniats per les alteracions en manuscrits com el següent:ארֲריך~ארְריך, ואשמֳעָה~ואשמְעָה. A més a més, un d'aquests grafemes també podria ser silenciós:
| niqqud Amb א | אְ      | אֲ           | אֱ           | אֳ            |
| Nom          | shva   | hataf patah | hataf segol | hataf qamatz |
| Valor        | /ă/, ⌀ | /ă/         | /ɛ̆/         | /ɔ̆/          |

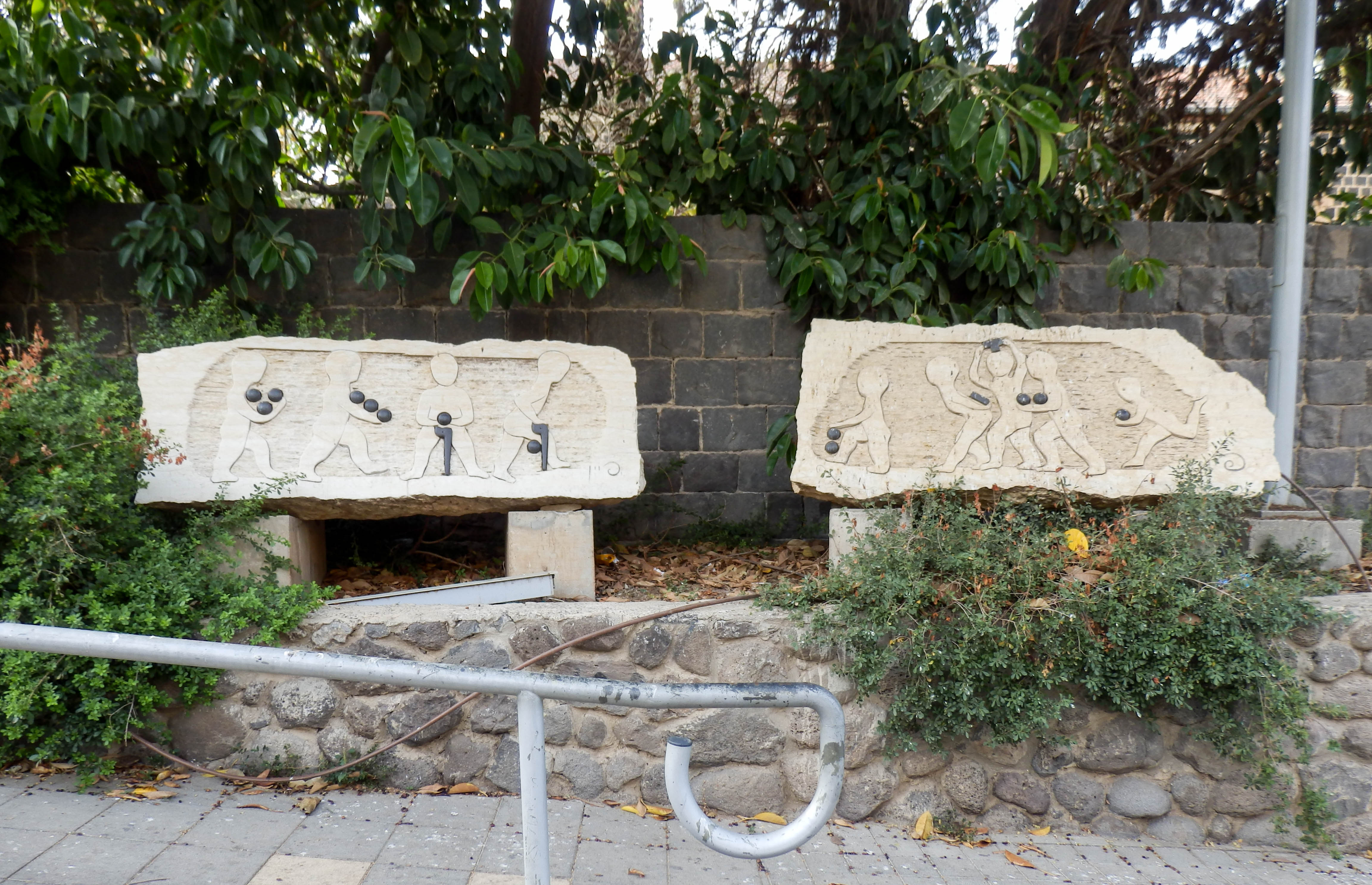
Estatueta aguantant les vocal diacrítiques tiberianes.Obra d'art de calcària i basalt a la riba a Tiberias.

El Shva va ser utilitzat per indicar mancança d'una vocal (šwa, shva nah en repòs) i com un altre símbol per representar el fonema //ă// (šwa, shva na mòbil), l'últim també representat per hataf patah. El fonema /ă/ té diferents al·lòfons; //ă//s'ha d'escriure amb shva més aviat que amb hataf patah quan no és pronunciat com [ă].
 Abans que un so laringi o faringi, la šwa mòbil va ser pronunciada com una còpia curta de la vocal següent: וּבָקְעָה [uvɔqɔ̆ʕɔ], i com una [ĭ] quan precedeix //j//, p. ex. תְדֵמְּיוּ֫נִי /θăðammĭjuni/. L'ús de Hataf per les vocals va ser considerada obligatori amb les vocals gutural però opcional amb les altres, i varia considerablement entre manuscrits. Això és referenciat concretament per gramàtics medievals:
Els noms de la vocal diacritics és icònic i mostra alguna variació:

## Teamim
Els teamim són signes que marquen l'accent i la puntuació: el metheg pot marcar l'accent secundari; el maqqaf connecta les paraules en una unitat accentual, la qual normalment agafa només un teamim i es marca en la unitat a final de paraula.